# Mnesarchaea
Mnesarchaea ist eine in Neuseeland endemische Schmetterlingsgattung. Sie ist taxonomisch isoliert und wird in eine eigene Familie Mnesarchaeidae und sogar eine eigene Überfamilie Mnesarchaeoidea gestellt.

## Merkmale
Es handelt sich um kleine Falter mit einer Flügelspannweite zwischen acht und zwölf Millimeter mit schmalen, spitzen Flügeln, die am Ende einen auffällig breiten Fransensaum tragen. Einige Arten der Gattung haben recht auffällige Farbmuster aus weißen, braunen und goldenen Schuppen, auch die Oberseite von Kopf und Rumpf sind abstechend weiß gefärbt. Die anderen Arten sind einfarbig bräunlich oder strohfarben und unauffällig. Der Kopf trägt dicht stehende, abstehende Schuppen. Die Labial- und Maxillarpalpen sind dreigliedrig, die Maxillarpalpen sehr kurz. Der Saugrüssel ist kurz, aber funktionstüchtig und durch Muskulatur beweglich (Unterschied zu den Hepialoidea, dort verkümmert). Die Antennen sind relativ lang, fadenförmig und beschuppt. Die Tibien der Vorderbeine tragen keinen Sporn, an den Mitteltibien sitzen zwei, den Hintertibien vier Sporne. Die Flügeladerung ist etwas variabel, aber immer zwischen Vorder- und Hinterflügel ähnlich ("Homoneura"), im Vorderflügel erreichen normalerweise mindestens 13, im Hinterflügel mindestens 12 Adern den Flügelrand; im Vorderflügel normalerweise nur mit einer Analader. Die Hinterflügel besitzen kein echtes Frenulum.
Die Raupe ist nur bei einer Art, Mnesarchaea acuta, beschrieben. Diese ist im ausgewachsenen Zustand neun Millimeter lang und olivgrün bis braun gefärbt, ohne Zeichnung. Die drei Thoraxsegmente sind deutlich schmaler als der Kopf und die Segmente des Hinterleibs und gegeneinander sehr beweglich. Die Raupe ist recht unauffällig schwarz behaart, die Chaetotaxie ähnelt derjenigen der Hepialiden-Raupen. Die Kopfkapsel und eine sklerotisierte Platte auf dem Prothorax sind braun gefärbt. Sie können sich schnell sowohl vorwärts wie rückwärts bewegen. Die Art besitzt vier Raupenstadien, sie verpuppt sich in einem spindelförmigen Kokon, der mit Pflanzenresten getarnt wird. Ihre Oberfläche trägt zahlreiche hakenförmige Stacheln. Die Puppe besitzt keine beweglichen Mandibeln (Pupa adectica). Wie bei allen "höheren" Schmetterlingen sind die Körperanhänge mit dem Rumpf verklebt (Pupa obtecta), sie sind aber nicht mit dem Abdomen verbunden. Die Abdominalsegmente sind beweglich.

## Lebensweise
Alle Arten sind Waldbewohner, sie bevorzugen feuchte Primärwälder. Sie sind hier am Boden oder in der Bodenvegetation anzutreffen. In Ruhestellung sitzen sie mit dachförmig angeordneten Flügeln, etwas angehobenem Kopf und aufrecht gestellten Antennen. Sie sind im Wesentlichen tagaktiv und nicht blütenbesuchend. Der Lebenszyklus ist nur bei Mnesarchaea acuta näher bekannt. Diese ist univoltin (eine Generation pro Jahr) mit Flugperiode von Mitte November bis Mitte Dezember, also im Südsommer. Aus den vom Weibchen einzeln an Moospflanzen am Boden abgelegten Eiern schlüpfen nach ca. 4 Wochen Raupen, diese entwickeln sich bis zum folgenden Winter und verpuppen sich im zeitigen Frühjahr. Die Raupen leben in der feuchten Moos- und Lebermoosschicht des Waldbodens oder am Boden selbst. Sie sind in ihrer Ernährung unspezialisiert und nehmen Moose, tote und grüne Blätter, Farne und ihre Sporen und Detritus auf. Sie spinnen komplexe Galerien aus räumlich verbundenen Seidenröhren, in denen sie leben.

## Verbreitung
Die meisten Arten leben im Norden der Südinsel und auf der Nordinsel, drei Arten sind auf diese beschränkt.

## Taxonomie
Das Schwestergruppenverhältnis zu den Hepialoidea, mit denen gemeinsam sie die Exoporia bilden, wurde in allen morphologischen und molekularen Studien bestätigt und gilt als unstrittig. Schwestergruppe von diesen könnten nach einer neueren Studie die Lophocoronidae sein, nach morphologischen Untersuchungen eher die Heteroneura.
Die Gattung umfasst sieben beschriebene Arten.
- Mnesarchaea acuta Philpott, 1929
- Mnesarchaea fallax Philpott, 1927
- Mnesarchaea fusca Philpott, 1922
- Mnesarchaea fusilella (Walker, 1864) syn. Mnesarchaea loxoscia Meyrick, 1888
- Mnesarchaea hamadelpha Meyrick, 1888
- Mnesarchaea similis Philpott, 1924
- Mnesarchaea paracosma Meyrick, 1885

Zusätzlich sollen noch mindestens vier unbeschriebene Arten existieren.